# NGC 1072
NGC 1072 (również IC 1837, PGC 10315 lub UGC 2208) – galaktyka spiralna z poprzeczką (SBb), znajdująca się w gwiazdozbiorze Wieloryba. Odkrył ją Édouard Jean-Marie Stephan 20 grudnia 1881 roku.
W galaktyce tej zaobserwowano supernową SN 2004I.